# Chitudian
Chitudian (kinesiska: 赤土店, 赤土店镇) är en köping i Kina. Den ligger i provinsen Henan, i den centrala delen av landet, omkring 220 kilometer sydväst om provinshuvudstaden Zhengzhou. Antalet invånare är 12 565. Befolkningen består av 5 973 kvinnor och 6 592 män. Barn under 15 år utgör 19,0 %, vuxna 15-64 år 73 %, och äldre över 65 år 7,0 %.
Genomsnittlig årsnederbörd är 905 millimeter. Den regnigaste månaden är juli, med i genomsnitt 169 mm nederbörd, och den torraste är januari, med 4 mm nederbörd.